# Corrado Cavalcabò

Stemma dei Cavalcabò.

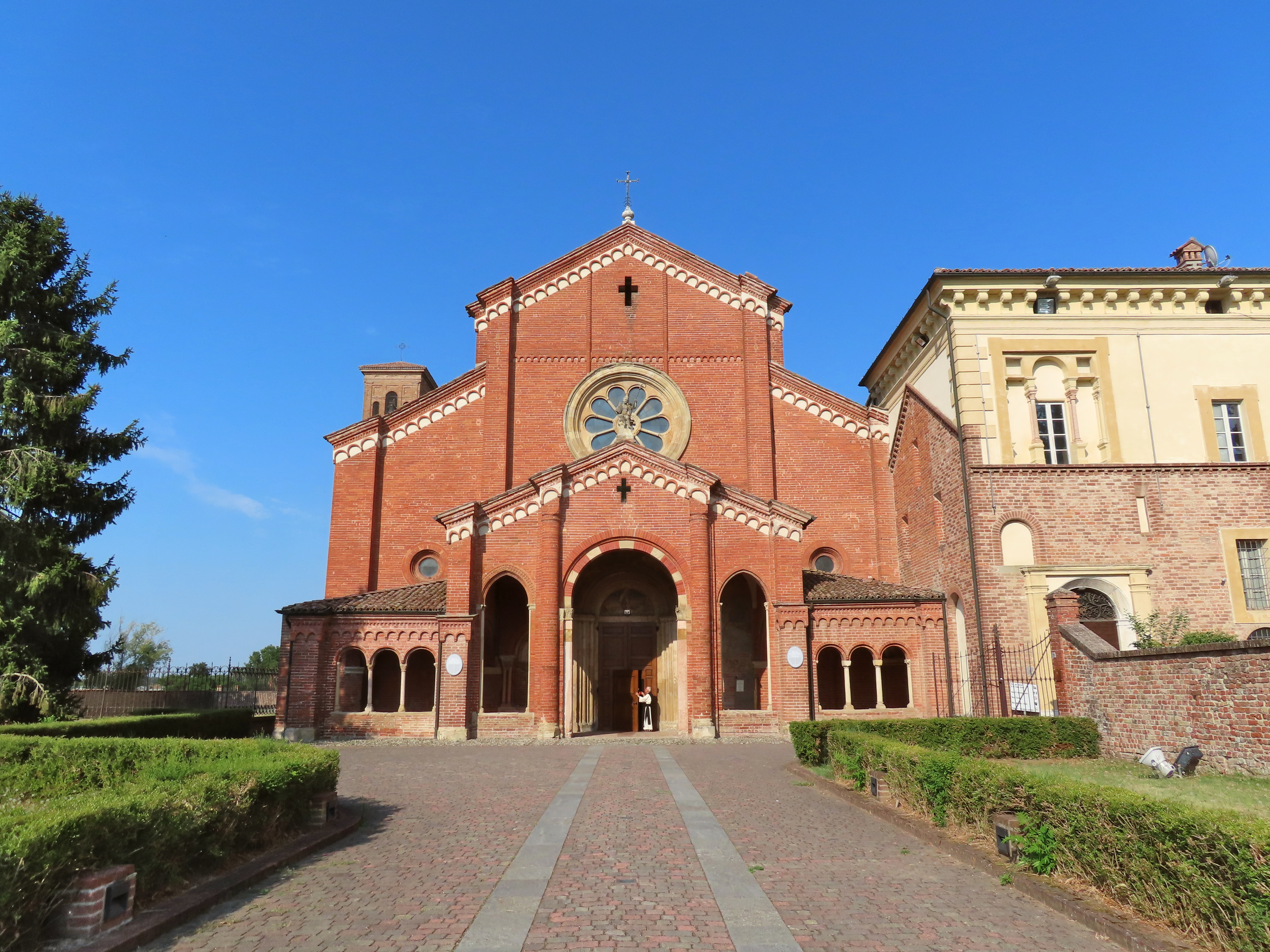
Alseno, Abbazia di Chiaravalle della Colomba

Corrado Cavalcabò (1085 circa – post 1136) è stato un nobile italiano, è il primo a portare il cognome della nobile famiglia Cavalcabò di Cremona, discendente dagli Obertenghi.

## Biografia
Scarse sono le notizie storiche riguardanti Corrado, forse figlio di Ugo Cavalcabò, del conte Bernardo II dei Bernardingi, figlio a sua volta di Pipino I di Vermandois.
Il marchese Corrado, soprannominato "Cavalcabò", fu cofondatore con Oberto I Pallavicino nel 1136 dell'abbazia cistercense di Chiaravalle della Colomba, nel piacentino.

## Discendenza
Corrado ebbe un figlio, Sopramonte, primo marchese del feudo imperiale di Viadana. Considerato da alcuni storici il capostipite della famiglia.